# Кокейру-Байшу
Кокейру-Байшу (порт. Coqueiro Baixo) — муниципалитет в Бразилии, входит в штат Риу-Гранди-ду-Сул. Составная часть мезорегиона Восточно-центральная часть штата Риу-Гранди-ду-Сул. Входит в экономико-статистический микрорегион Лажеаду-Эстрела. Население составляет 1547 человек на 2006 год. Занимает площадь 112,322 км². Плотность населения — 13,8 чел./км².

## Статистика
- Валовой внутренний продукт на 2003 составляет 26 377 813,00 реалов (данные: Бразильский институт географии и статистики).
- Валовой внутренний продукт на душу населения на 2003 составляет 16 779,78 реала (данные: Бразильский институт географии и статистики).